# Qinghe Shuiku (reservoar i Kina, Liaoning)
Qinghe Shuiku är en reservoar i Kina. Den ligger i provinsen Liaoning, i den nordöstra delen av landet, omkring 110 kilometer nordost om provinshuvudstaden Shenyang. Qinghe Shuiku ligger 125 meter över havet. Arean är 37 kvadratkilometer. Omgivningarna runt Qinghe Shuiku är en mosaik av jordbruksmark och naturlig växtlighet. Den sträcker sig 8,4 kilometer i nord-sydlig riktning, och 19,0 kilometer i öst-västlig riktning.
Genomsnittlig årsnederbörd är 1 058 millimeter. Den regnigaste månaden är augusti, med i genomsnitt 248 mm nederbörd, och den torraste är januari, med 9 mm nederbörd.